# Берізка шовковистоголова
Берізка шовковистоголова (Convolvulus sericocephalus або Convolvulus × sericocephalus) — вид квіткових рослин родини берізкових (Convolvulaceae). Формула гібрида, можливо, C. calvertii × C. holosericeus.

## Біоморфологічна характеристика
Це трав'яниста багаторічна рослина 15–30 см заввишки. Квітки по 4–6 у верхівкових головках і по 1–4 у напівпарасольках у пазухах верхніх стеблових листків. Чашечка 8–11 мм завдовжки. Чашолистки густо і коротко притиснуто-волосисті. Віночок рожевий, 16–20 мм завдовжки.

## Поширення
Ендемік Криму.
В Україні вид зростає на сухих вапнякових та крейдяних схилах — у гірському Криму, часто; ендемік Криму.